# Christian Mousset
Pour les articles homonymes, voir Christian Mousset (homonymie).
Christian Mousset est né le 28 mai 1944 à Royan dans le département de la Charente-Maritime en France. Il est le créateur du festival des Musiques Métisses, des labels Marabi après avoir dirigé le label Indigo de Label Bleu. Il est également administrateur du Conseil francophone de la chanson et est le lauréat du prix Womex 2009 de l'excellence professionnelle.

## Jeunesse
En 1962, il décide d'arrêter ses études pour voyager en Europe, au Maghreb et en Afrique de l'Ouest. Il exerce pour survivre de nombreux métiers (instituteur, journaliste, chauffeur, photographe, barman) et se fixe, après 1968, à Düsseldorf. Disc-jockey la nuit dans un club rock, disquaire spécialisé jazz dans un grand magasin de musique de la capitale rhénane le jour, il commence à s'intéresser et à collectionner les enregistrements de musiques africaines, traditionnelles et urbaines. Il rentre en France en 1971.
Christian Mousset s'installe à Angoulême et ouvre un magasin de disques et de musique. Il participe à l'émergence de la vie culturelle de la capitale charentaise : création du Centre d'Action Culturelle et du Salon international de la bande dessinée. Il produit de nombreux concerts de blues, de rock, de chansons françaises et de jazz. 

## Musiques Métisses
Il fonde, en 1975, avec quelques amis, l'Association Jazz en France afin d'organiser parallèlement à une saison, un festival destiné à l'origine à la mise en valeur du jazz et des musiques improvisées françaises et européennes. 
Il devient permanent (directeur artistique) de l'association, en 1982, après avoir vendu son magasin - Musiques Métisses succède à Jazz en France en 1986,. Il se consacre dès lors exclusivement à la découverte, à la diffusion et à la promotion des musiques qui le passionnent. 
Il collabore, à partir de 1983, à la programmation du Festival Jazz et Musiques Populaires de Fort-de-France. Il fonde et programme, depuis 1985, avec Paul Mazaka, les Rencontres de Musiques Populaires de l'Océan Indien à l'île de La Réunion. 
Il organise, en 1989, avec Gallo Africa et Celluloïd (France) la tournée Franchement Zoulou (Chicco, Lucky Dube, Stimela, etc.).
Christian Mousset coordonne chaque année, depuis 1991 et jusqu’en 2001, avec la Société Japonaise Conversation, le Halou Festival axé sur les jeunes musiciens français et francophones (en mars) et le Konda Lota, festival World Music (en septembre) à Tokyo et dans plusieurs villes japonaises.

## Collection Indigo de Label Bleu
En 1992, il crée avec Michel Orier (Label Bleu) la collection Indigo consacrée aux Musiques du Continent africain (12 albums par an) : Super Rail Band (Mali), Lapiro de Mbanga (Cameroun), D'Gary (Madagascar), Jaojoby (Madagascar), Vusi Mahlasela (Afrique du Sud), Elite Swingsters & Dolly Rathebe (Afrique du Sud), Boubacar Traoré (Mali), Kaloum Star (Guinée). 
Il crée, en 1993, à Paris, avec Corinne Serres, l'agence Mad Minute Music, qui produit les concerts en Europe des artistes africains suivants : Papa Wemba, Salif Keita, Cheb Mami, Ismael Lô, Femi Kuti mais aussi Margareth Menenez (Brésil), Boukman Eksperyans (Haïti), Jaojoby (Madagascar)...
Il est consultant musique pour l'Agence de Coopération Culturelle et Technique du Festival MASA (Marché des arts du spectacle africain) à Abidjan en 1993, 1995, 1997 et 1999. Il est aussi conseiller musique, en 1995, pour l'Afrique du Sud à la Villette, Musiques de Liberté (Paris) et programmateur pour la Cité de la musique (2000 : Le Mandingue / L’Empire de la Musique ; 2002 : Musiques de Madagascar).

## Marabi
Il crée, en 2002, le label et les éditions  Marabi, qui poursuivent les mêmes objectifs que Label Bleu/Indigo : découverte, promotion  et accompagnement de musiciens africains. 20 artistes signés parmi lesquels  Malouma, Johnny Clegg, Bembeya Jazz, Wendo Kolosoy, Ba Cissoko, Djelimady Tounkara, Menwar…
Il est président de zone franche depuis 2006.
Le label Marabi ferme début 2009.

## Récompenses
Christian Mousset a reçu le prix Womex 2009 de l'excellence professionnelle lors de l'édition du salon se tenant au Danemark.